# Юнола
Юнола (англ. Eunola) — переписна місцевість (CDP) в США, в окрузі Женіва штату Алабама. Населення — 284 особи (2020).

## Географія
Юнола розташована за координатами 31°1′54″ пн. ш. 85°50′18″ зх. д. / 31.03167° пн. ш. 85.83833° зх. д. (31.031659, -85.838375). За даними Бюро перепису населення США в 2010 році переписна місцевість мала площу 4,79 км², з яких 4,75 км² — суходіл та 0,04 км² — водойми.

## Демографія
Згідно з переписом 2010 року, у переписній місцевості мешкали 243 особи в 102 домогосподарствах у складі 65 родин. Густота населення становила 51 особа/км². Було 121 помешкання (25/км²).
Расовий склад населення:
| - 91,4 % — білих - 7,4 % — чорних або афроамериканців - 0,4 % — азіатів |

До двох чи більше рас належало 0,8 %. Частка іспаномовних становила 1,6 % від усіх жителів.
За віковим діапазоном населення розподілялося таким чином: 19,8 % — особи молодші 18 років, 67,0 % — особи у віці 18—64 років, 13,2 % — особи у віці 65 років та старші. Медіана віку мешканця становила 41,2 року. На 100 осіб жіночої статі у переписній місцевості припадало 107,7 чоловіків; на 100 жінок у віці від 18 років та старших — 101,0 чоловіків також старших 18 років.
Цивільне працевлаштоване населення становило 137 осіб. Основні галузі зайнятості: фінанси, страхування та нерухомість — 27,0 %, науковці, спеціалісти, менеджери — 24,1 %, виробництво — 19,7 %, освіта, охорона здоров'я та соціальна допомога — 18,2 %.